# Bathyphantes setiger
Bathyphantes setiger – gatunek pająka z rodziny osnuwikowatych. Zamieszkuje Europę i Azję Północną.

## Taksonomia
Gatunek ten opisany został po raz pierwszy w 1894 roku przez Fredericka Octaviousa Pickarda-Cambridge’a na łamach „Annals and Magazine of Natural History”.

## Morfologia
Pająk osiągający od 1,7 do 2 mm długości ciała. Prosoma ma rudobrązowy z przyciemnionymi krawędziami karapaks i ciemnobrązowe sternum. U samicy szczękoczułki mają po trzy ząbki na przedniej krawędzi bruzdy i po pięć na jej krawędzi tylnej. U samców obie krawędzie mają trzy ząbki. Odnóża są żółtobrązowe, miejscami poprzyciemniane. Opistosoma (odwłok) ma barwę ciemnoszarą, z wierzchu ze słabo wyodrębnionym wzorem, słabiej wyróżnialnym niż u skrajnie podobnego B. canadensis.
Nogogłaszczki samca mają radix z apofizą (zębem bocznym, nebenapohyse) długą, delikatnie zakrzywioną, równomiernie ku szczytowi zwężoną, sięgającą brzusznego rozszerzenia końcowej części tegulum oraz końcową część apofyzy medialnej znacznie węższą niż u B. canadensis. Kształt lamelli, zarys paracymbium i sposób ułożenia jego szczecinek w dwie grupki jest taki sam jak u B. canadensis. Genitalia samicy mają mniej lub bardziej kwadratowy rowek płytki płciowej i bardzo mały jej trzonek.

## Ekologia i występowanie
Pająk zasiedlający otwarte stanowiska podmokłe, w tym mokradła oraz szuwary przy brzegach rzek i jezior. Osobniki dorosłe są aktywne praktycznie przez cały rok, najliczniej jednak obserwuje się latem i jesienią.
Gatunek palearktyczny. W Europie znany jest z Irlandii, Wielkiej Brytanii, Francji, Belgii, Holandii, Niemiec, Szwajcarii, Austrii, Włoch, Danii, Szwecji, Norwegii, Finlandii, Estonii, Polski, Czech, Słowacji, Białorusi, Ukrainy, Rumunii oraz europejskiej części Rosji, a w Azji z syberyjskiej i dalekowschodniej części Rosji.
Zwierzęciu temu lokalnie zagraża osuszanie terenów podmokłych związane z gospodarką ludzką.